# ألبرت كوبر (سياسي كندي)
ألبرت كوبر هو سياسي كندي، ولد في 19 يونيو 1952 في كندا. حزبياً، نشط في الحزب الكندي التقدمي المحافظ. وقد انتخب عضو مجلس العموم الكندي.